# Kolej gondolowa Nevis Range
Kolej gondolowa Nevis Range (ang. Nevis Range Mountain Gondola) – kolej gondolowa zlokalizowana w Szkocji w paśmie Ben Nevis w Grampianach Wschodnich.

## Charakterystyka

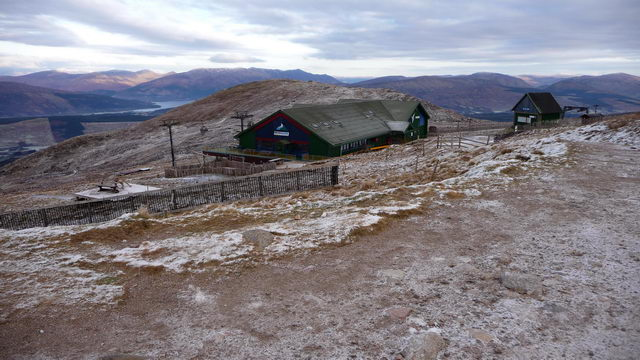
Stacja górna z restauracją Snowgoose

Kolej gondolową Nevis Range zbudowano w 1989. Wywozi pasażerów na wysokość 650 metrów. Została zbudowana na północnej ścianie Aonach Mòr (1221 m n.p.m.) – ósmej najwyższej góry w Wielkiej Brytanii. Linię skonstruowano jako drogę transportu narciarzy na wyżej położone stoki. Jest również użytkowana przez wspinaczy odwiedzających zimowe trasy wspinaczkowe na Aonach Mòr, przez turystów pieszych uzyskujących dzięki niej dostęp do letnich tras znakowanych oraz przez paralotniarzy i kolarzy górskich, którzy jeżdżą tu na trasach zjazdowych.
Kolej przewozi gości z poziomu 100 do poziomu 650 metrów w górę, co zajmuje około 15 minut w jedną stronę. System napędowy Doppelmayr składa się z osiemdziesięciu 6-miejscowych, zamkniętych kabin, poruszających się na stalowej linie o długości 4,6 km i wadze 40 ton. Kolej dysponuje 18 słupami, dwoma masztami i dwoma budynkami stacji napędowych. Istnieją specjalne gondole towarowe, pogotowia i usług. Nominalna przepustowość wynosi 1700 osób na godzinę. Podróż gondolą pozwala oglądać panoramy Highlands niezależnie od pory roku, w tym Great Glen, Ben Nevis i okolic. W pogodny dzień widok może obejmować Hebrydy Zewnętrzne. Z górnej stacji dostępne są dwa stosunkowo łatwe szlaki: na Sgurr Finnisg-aig (około 45 minut w obie strony) lub Meall Beag (godzina drogi w obie strony).
Zimą Nevis Range dysponuje dodatkowo siecią kolei krzesełkowych i wyciągów narciarskich, które zapewniają narciarzom i snowboardzistom dostęp do 35 tras zjazdowych.